# Saint-Martin-lez-Tatinghem
Saint-Martin-lez-Tatinghem [sɛ̃ maʁtɛ̃ le tatɛ̃ɡɛm] est une commune nouvelle située dans le département du Pas-de-Calais en région Hauts-de-France, créée en 2016 et regroupant les anciennes communes de Saint-Martin-au-Laërt et Tatinghem. La commune est membre de la communauté d'agglomération du Pays de Saint-Omer.
Le territoire de la commune est situé dans le parc naturel régional des Caps et Marais d'Opale.

## Géographie

### Localisation
Localisée dans le nord-est du département du Pas-de-Calais, Saint-Martin-lez-Tatinghem est une commune limitrophe, à l'est, de la commune de Saint-Omer (chef-lieu d'arrondissement).
Le territoire de la commune est limitrophe de ceux de six communes.
Les communes limitrophes sont  Leulinghem, Longuenesse, Saint-Omer, Salperwick, Wisques et Zudausques.

### Hydrographie

#### Réseau hydrographique
La commune est située dans le bassin Artois-Picardie. Elle est drainée par le Grand Large,.

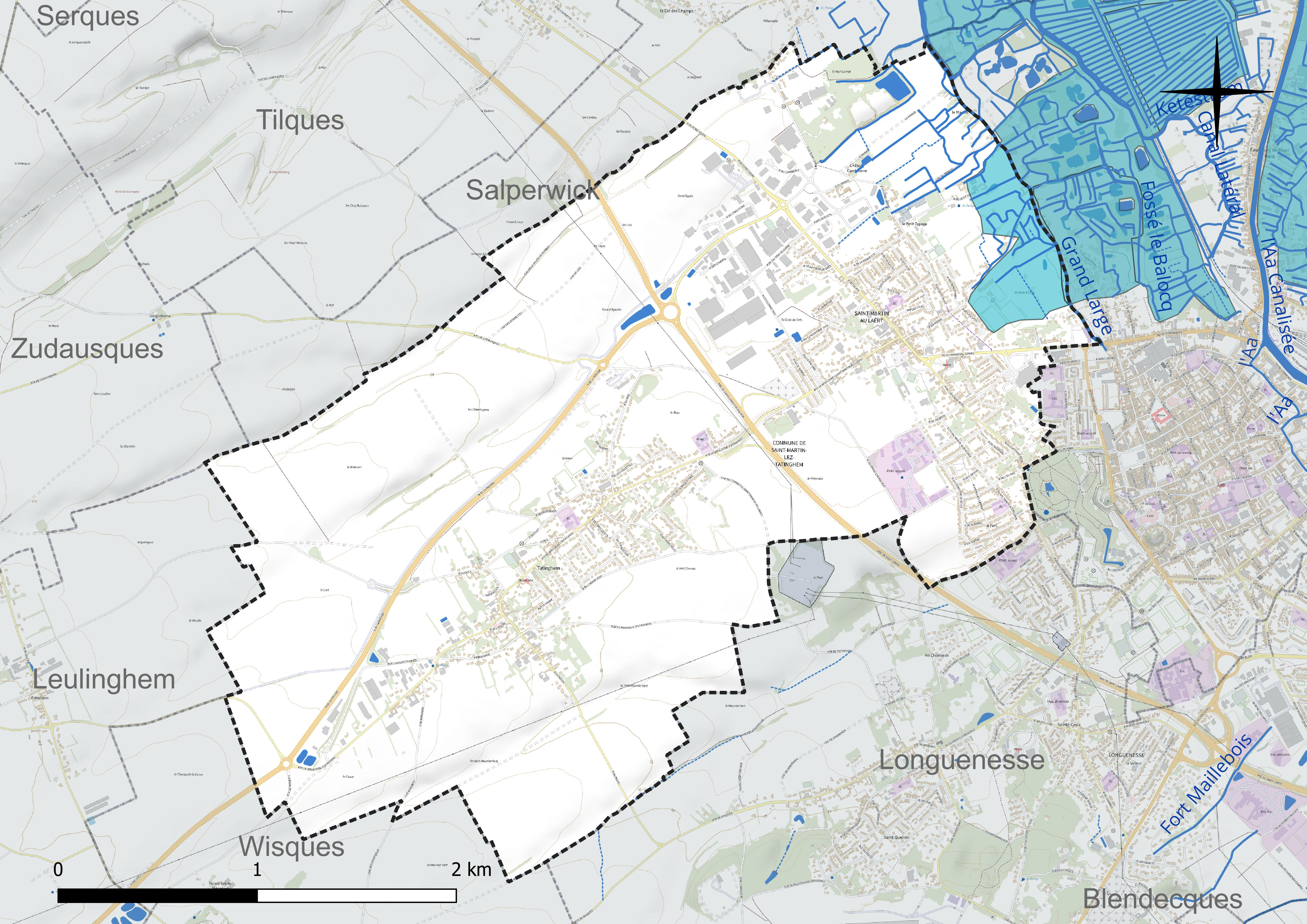
Réseau hydrographique de Saint-Martin-lez-Tatinghem.

#### Gestion et qualité des eaux
Le territoire communal est couvert par le schéma d'aménagement et de gestion des eaux (SAGE) « Audomarois ». Ce document de planification concerne un territoire de 662 km2 de superficie, délimité par le bassin versant de l'Aa et sa zone d'étalement : le marais audomarois. Le périmètre a été arrêté le 4 février 1994 et le SAGE proprement dit a été approuvé le 31 mars 2005, puis révisé le 15 janvier 2013, puis le 21 novembre 2021. La structure porteuse de l'élaboration et de la mise en œuvre est le syndicat mixte pour l'aménagement et la gestion des eaux de l'Aa (SmageAa).
La qualité des cours d'eau peut être consultée sur un site spécial géré par les agences de l'eau et l'Agence française pour la biodiversité.

### Climat
Pour des articles plus généraux, voir Climat des Hauts-de-France et Climat du Nord-Pas-de-Calais.
En 2010, le climat de la commune est de type climat océanique altéré, selon une étude du Centre national de la recherche scientifique (CNRS) s'appuyant sur une série de données couvrant la période 1971-2000. En 2020, Météo-France publie une typologie des climats de la France métropolitaine dans laquelle la commune est exposée à un climat océanique et est dans la région climatique Côtes de la Manche orientale, caractérisée par un faible ensoleillement (1 550 h/an) ; forte humidité de l'air (plus de 20 h/jour avec humidité relative > 80 % en hiver), vents forts fréquents.
Pour la période 1971-2000, la température annuelle moyenne est de 10,6 °C, avec une amplitude thermique annuelle de 13,1 °C. Le cumul annuel moyen de précipitations est de 813 mm, avec 12,5 jours de précipitations en janvier et 7,8 jours en juillet. Pour la période 1991-2020, la température moyenne annuelle observée sur la station météorologique la plus proche, située sur la commune de Watten à 9 km à vol d'oiseau, est de 11,3 °C et le cumul annuel moyen de précipitations est de 822,8 mm,. Pour l'avenir, les paramètres climatiques de la commune estimés pour 2050 selon différents scénarios d'émission de gaz à effet de serre sont consultables sur un site spécial publié par Météo-France en novembre 2022.

### Milieux naturels et biodiversité

#### Espaces protégés et gérés
La protection réglementaire est le mode d'intervention le plus fort pour préserver des espaces naturels remarquables et leur biodiversité associée.
Dans ce cadre, la commune fait partie de plusieurs espaces protégés : 
- le parc naturel régional des Caps et Marais d'Opale, d'une superficie de 132 499 hectares réparties sur 154 communes, géré par le syndicat mixte d'aménagement et de gestion du parc naturel régional des Caps et Marais d'Opale[11].
- le marais audomarois avec :
  - la réserve de biosphère, zone tampon, d'une superficie de 3 082 hectares[12],
  - la réserve de biosphère, zone de transition, d'une superficie de 18 303 hectares[13],
  - la zone humide protégée par la convention de Ramsar, d'une superficie de 3 737 hectares[14].

#### Zones naturelles d'intérêt écologique, faunistique et floristique
L'inventaire des zones naturelles d'intérêt écologique, faunistique et floristique (ZNIEFF) a pour objectif de réaliser une couverture des zones les plus intéressantes sur le plan écologique, essentiellement dans la perspective d'améliorer la connaissance du patrimoine naturel national et de fournir aux différents décideurs un outil d'aide à la prise en compte de l'environnement dans l'aménagement du territoire.
Le territoire communal comprend une ZNIEFF de type 1 : le marais de Serques à Saint-Martin-au-Laërt, d'une superficie de 555 hectares et d'une altitude variant de 2  à   6 mètres. Cette ZNIEFF, site touristique, située à l'ouest du marais audomarois, présente des terres entourées d'un important réseau de watergangs.
Et une ZNIEFF de type 2 : le complexe écologique du marais Audomarois et de ses versants, d'une superficie de 12 177 hectares. Cette ZNIEFF est un élément de la dépression préartésienne, drainé par l'Aa, le marais Audomarois est un golfe de basses terres bordé à l'Ouest par la retombée crayeuse de l'Artois et à l'Est par les collines argileuses de la Flandre intérieure.

Carte des ZNIEFF de type 1 et 2 sur la commune
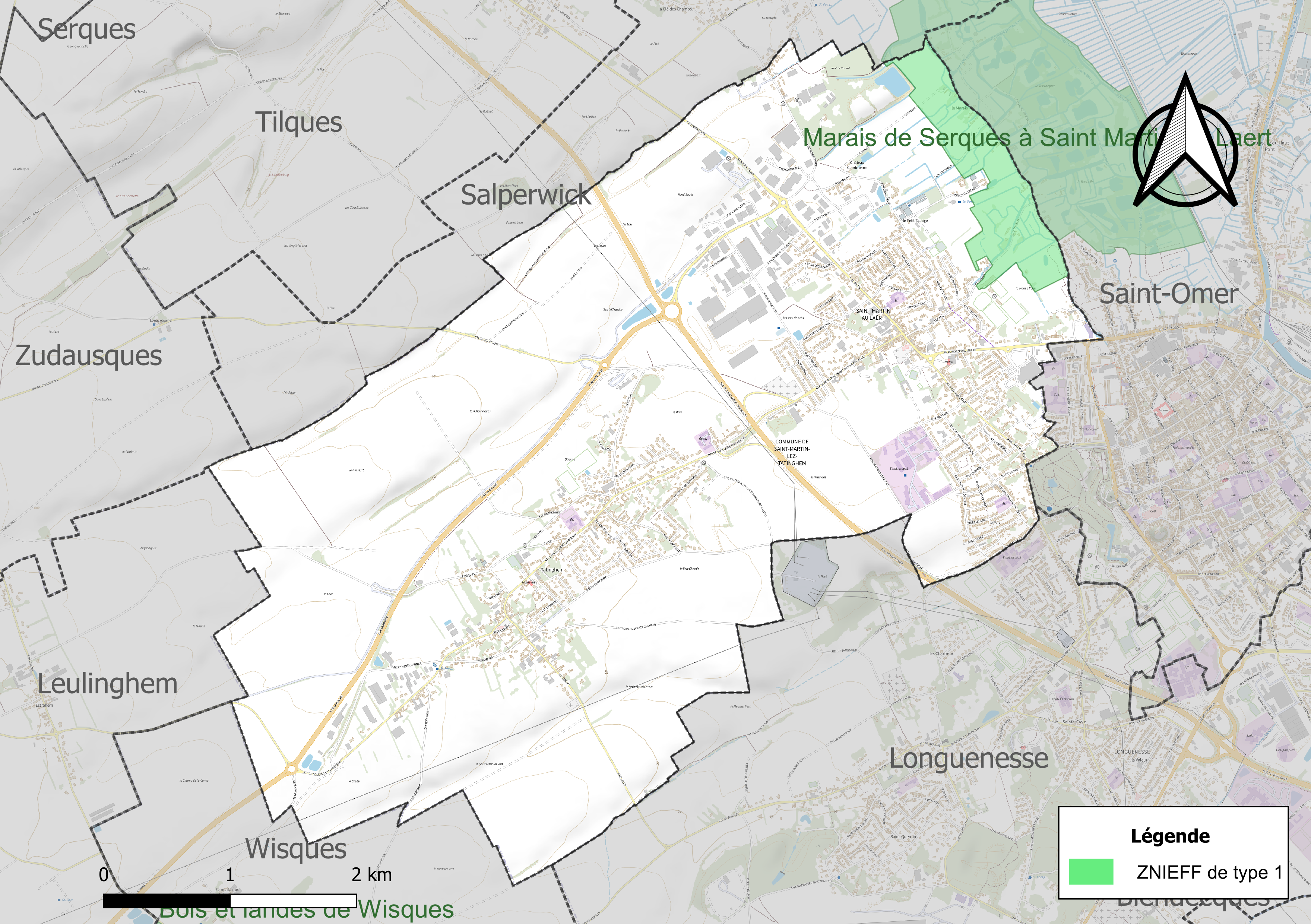
Carte de la ZNIEFF de type 1 sur la commune.
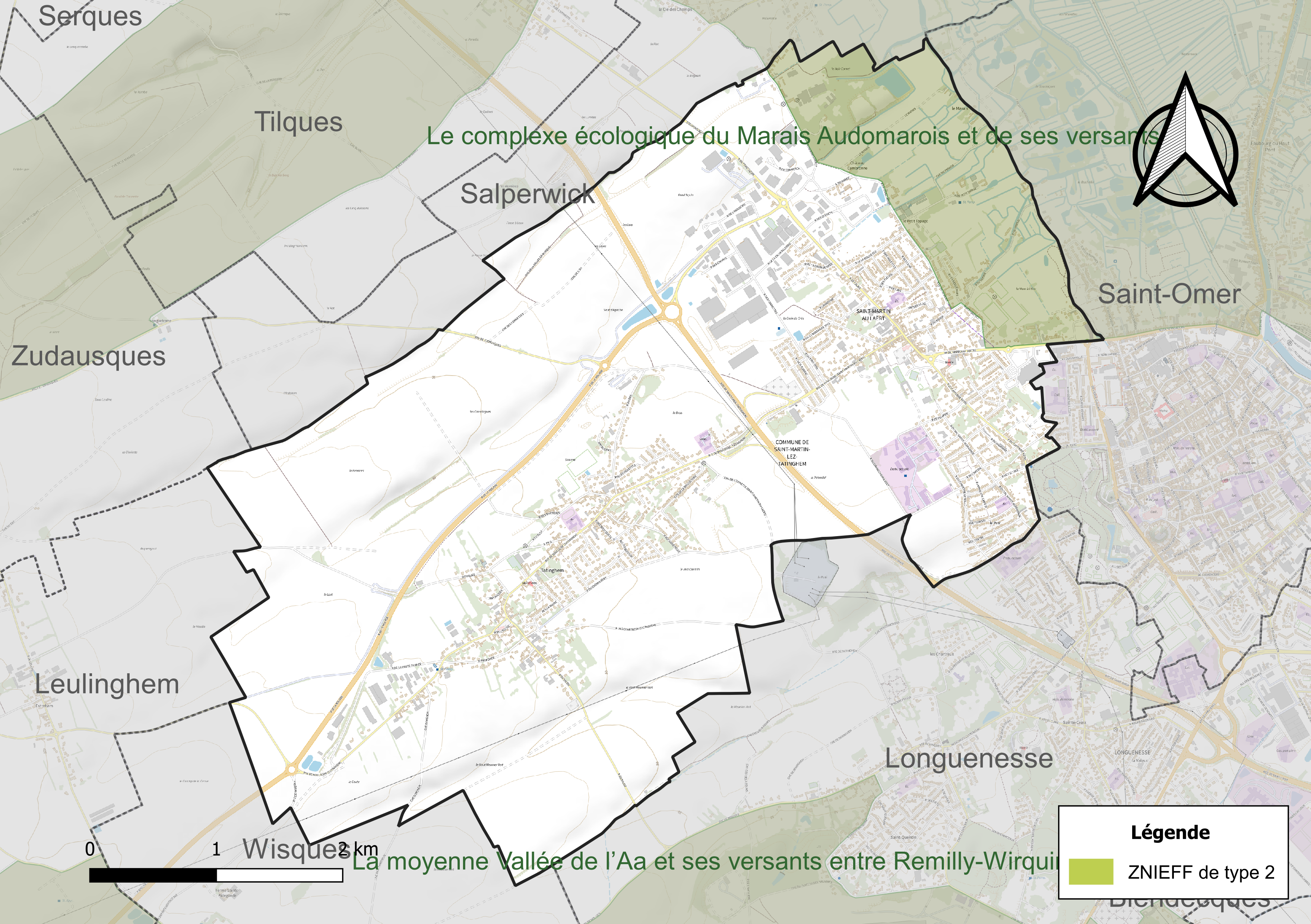
Carte de la ZNIEFF de type 2 sur la commune.

## Urbanisme

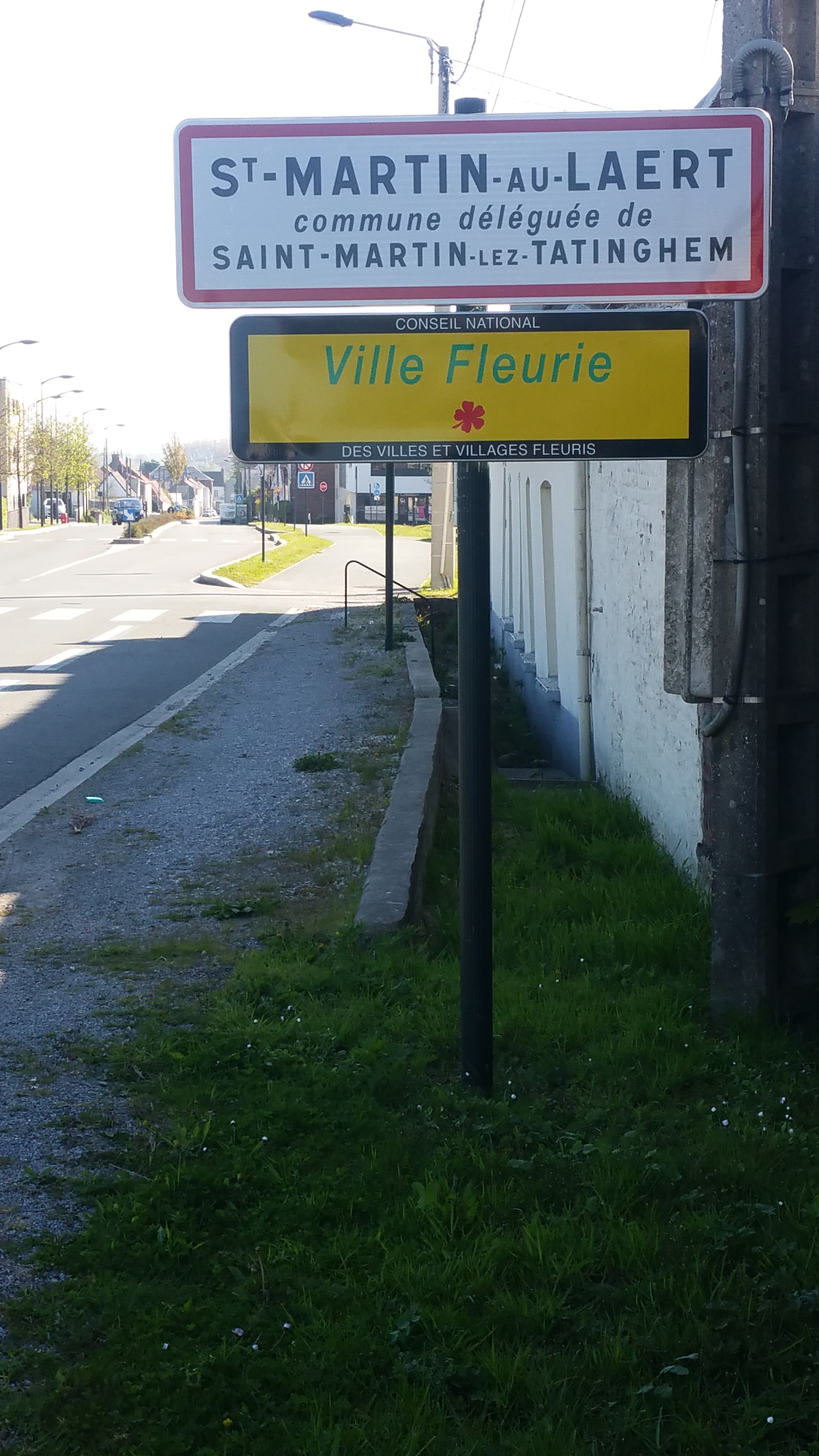
Vue d'une entrée de Saint-Martin-au-Laërt, une commune déléguée de Saint-Martin-lez-Tatinghem à partir du 1 janvier 2016.

### Typologie
Au 1er janvier 2024, Saint-Martin-lez-Tatinghem est catégorisée centre urbain intermédiaire, selon la nouvelle grille communale de densité à sept niveaux définie par l'Insee en 2022.
Elle appartient à l'unité urbaine de Saint-Omer, une agglomération inter-départementale regroupant 23  communes, dont elle est une commune de la banlieue,,. Par ailleurs la commune fait partie de l'aire d'attraction de Saint-Omer, dont elle est une commune de la couronne,. Cette aire, qui regroupe 79 communes, est catégorisée dans les aires de 50 000 à moins de 200 000 habitants,.

### Logement
En 2021, le nombre total de logements dans la commune était de 2 771, alors qu'il était de 2 582 en 2015 et de 2 352 en 2010
, soit une progression du nombre total de logements de 17,8 % depuis 2010.
Parmi ces 2 771 logements, 93,8 % étaient des résidences principales, (soit 2 599 logements), 0,6 % des résidences secondaires et 5,6 % des logements vacants. Ces logements étaient pour 85,7 % d'entre eux des maisons individuelles et pour 13,7 % des appartements.
Sur les 2 599 résidences principales, 68,3 % sont occupées par des propriétaires, 30,7 % par des locataires et 1,0 % par des personnes logées gratuitement.
Le tableau ci-dessous présente la typologie des logements à Saint-Martin-lez-Tatinghem en 2021 en comparaison avec celle du Pas-de-Calais et de la France entière. Une caractéristique marquante du parc de logements est ainsi la faible proportion des résidences secondaires et logements occasionnels (0,6 %) par rapport au département (6,5 %) et à la France entière (9,7 %) ainsi que d'une proportion de logements vacants (5,6 %) inférieure à celle du département (7,3 %) et de la France entière (8,1 %).
| Typologie                                               | Saint-Martin-lez-Tatinghem | Pas-de-Calais | France entière |
| ------------------------------------------------------- | -------------------------- | ------------- | -------------- |
| Résidences principales (en %)                           | 93,8                       | 86,1          | 82,2           |
| Résidences secondaires et logements occasionnels (en %) | 0,6                        | 6,5           | 9,7            |
| Logements vacants (en %)                                | 5,6                        | 7,3           | 8,1            |

### Voies de communication et transports
La commune est desservie par les lignes de bus du réseau urbain Mouvéo.

### Risques naturels et technologiques

#### Risque inondation
À la suite du passage des tempêtes Ciarán, Domingos et Elisa et des inondations et coulées de boue qui se sont produites, la commune est reconnue, par arrêté du 14 novembre 2023, en état de catastrophe naturelle pour inondations et coulées de boue sur la période du 2 au 12 novembre 2023, comme 179 autres communes du département.

## Toponymie

### Saint-Martin-lez-Tatinghem
La commune nouvelle de Saint-Martin-lez-Tatinghem est créée en 2016 et regroupe les anciennes communes de Saint-Martin-au-Laërt et Tatinghem.

## Histoire
La commune est créée depuis le 1er janvier 2016 par la fusion de deux communes limitrophes : Saint-Martin-au-Laërt et Tatinghem. L'arrêté préfectoral est signé le 23 décembre 2015 et signale que le chef-lieu de cette commune est celui situé auparavant à Saint-Martin-au-Laërt.
La commune nouvelle décide, le 19 juin 2020, de supprimer les deux communes déléguées par décision du conseil municipal,.

## Politique et administration

### Découpage territorial
La commune se trouve dans l'arrondissement de Saint-Omer du département du Pas-de-Calais.

#### Commune et intercommunalités
La commune est membre de la communauté d'agglomération du Pays de Saint-Omer qui regroupe 53 communes et totalise 104 937 habitants en 2021.

#### Circonscriptions administratives
La commune est rattachée au canton de Saint-Omer.

#### Circonscriptions électorales
Pour l'élection des députés, la commune fait partie de la huitième circonscription du Pas-de-Calais.

### Élections municipales et communautaires

#### Élections municipales 2020
- Maire sortant : Bertrand Petit (PS)
- 33 sièges à pourvoir au conseil municipal (population légale 2017 : 5 906 habitants)
- 4 sièges à pourvoir au conseil communautaire (CA du Pays de Saint-Omer)

| Tête de liste            | Tête de liste     | Liste | Premier tour | Premier tour | Sièges | Sièges |
| Tête de liste            | Tête de liste     | Liste | Voix         | %            | CM     | CC     |
| ------------------------ | ----------------- | ----- | ------------ | ------------ | ------ | ------ |
|                          | Bertrand Petit    | PS    | 1 863        | 67,79        | 28     | 4      |
|                          | Alexandre Sannier |       | 885          | 32,20        | 5      | 0      |
|                          |                   |       |              |              |        |        |
| Votes valides            |                   |       |              |              |        |        |
| Votes blancs             |                   |       |              |              |        |        |
| Votes nuls               |                   |       |              |              |        |        |
| Total                    | Total             | Total |              | 100          |        |        |
| Abstention               |                   |       |              |              |        |        |
| Inscrits / participation |                   |       |              |              |        |        |

#### Liste des maires
| Période                                  | Période                                 | Identité        | Étiquette | Qualité |
| ---------------------------------------- | --------------------------------------- | --------------- | --------- | --- |
| Les données manquantes sont à compléter. |                                         |                 |           | |
| 16 janvier 2016                          | Février 2023 Démission cause élu député | Bertrand Petit  | PS        | Personne sans activité professionnelle Conseiller départemental du canton de Saint-Omer (?-2023) Vice-président de la CASO (2014-2023) Réélu pour le mandat 2020-2026, |
| Février 2023                             | En cours (au 5 avril 2022)              | Patrick Tillier |           | Cadre administratif et commercial d'entreprise |

## Équipements et services publics

### Espaces publics
La commune est labellisée « 1 fleur » au concours des villes et villages fleuris.

## Population et société

### Démographie

#### Évolution démographique
L'évolution du nombre d'habitants est connue à travers les recensements de la population effectués dans la commune depuis sa création.

En 2022, la commune comptait 5 863 habitants, en évolution de −0,58 % par rapport à 2016 (Pas-de-Calais : −0,72 %, France hors Mayotte : +2,11 %).
| 2014  | 2019  | 2022  |
| ----- | ----- | ----- |
| 5 798 | 5 923 | 5 863 |

#### Pyramide des âges
La population de la commune est relativement jeune.
En 2021, le taux de personnes d'un âge inférieur à 30 ans s'élève à 31,8 %, soit inférieur à la moyenne départementale (35,9 %). À l'inverse, le taux de personnes d'âge supérieur à 60 ans est de 29,7 % la même année, alors qu'il est de 25,8 % au niveau départemental.
En 2021, la commune comptait 2 734 hommes pour 3 182 femmes, soit un taux de 53,79 % de femmes, légèrement supérieur au taux départemental (51,59 %).
Les pyramides des âges de la commune et du département s'établissent comme suit.
| Hommes | Classe d’âge | Femmes |
| ------ | ------------ | ------ |
| 0,3    | 90 ou +      | 0,8    |
| 7,9    | 75-89 ans    | 12,2   |
| 18,2   | 60-74 ans    | 19,5   |
| 23,8   | 45-59 ans    | 21,5   |
| 15,7   | 30-44 ans    | 15,9   |
| 15,6   | 15-29 ans    | 13,2   |
| 18,3   | 0-14 ans     | 16,8   |

| Hommes | Classe d’âge | Femmes |
| ------ | ------------ | ------ |
| 0,5    | 90 ou +      | 1,6    |
| 5,6    | 75-89 ans    | 8,9    |
| 16,7   | 60-74 ans    | 18,1   |
| 20,2   | 45-59 ans    | 19,2   |
| 18,9   | 30-44 ans    | 18,1   |
| 18,2   | 15-29 ans    | 16,2   |
| 19,9   | 0-14 ans     | 17,9   |

### Manifestations culturelles et festivités
C'est sur la commune que se déroule, en novembre 2022, le 19e salon « nature et terroir » de la Ligue pour la protection des oiseaux (LPO), dont le siège est à Arques.
Dans la commune, retour de combats de coqs en février 2023.

## Économie

### Revenus de la population et fiscalité
En 2021, la commune compte 2 575 ménages fiscaux, regroupant 5 911 personnes.
Le revenu fiscal médian par ménage, le taux de pauvreté des ménages et la part des ménages fiscaux imposés de la commune, du département du Pas-de-Calais et de la métropole sont les suivants :
- le revenu fiscal médian par ménage de la commune est de 21 970 €, supérieur à celui du département du Pas-de-Calais (20 720 €) et inférieur à celui de la France métropolitaine (23 080 €)[Insee 9],[Insee 10],[Insee 11] ;
- le taux de pauvreté des ménages de la commune est de 13 %, de 18,4 % au niveau du département et de 14,9 % au niveau de la métropole[Insee 12],[Insee 13],[Insee 14] ;
- la part des ménages fiscaux imposés dans la commune est de 48 %, de 44,1 % au niveau du département et de 53,4 % au niveau de la métropole[Insee 9],[Insee 10],[Insee 11].

## Culture locale et patrimoine

### Lieux et monuments
- Lieux et monuments de Saint-Martin-au-Laërt
- Lieux et monuments de Tatinghem

### Personnalités liées à la commune
- Personnalités liées à la commune de Saint-Martin-au-Laërt
- Personnalités liées à la commune de Tatinghem

## Pour approfondir

#### Bases de données, dictionnaires et encyclopédies
- Ressource relative à plusieurs domaines :   - Annuaire du service public français
- Ressource relative à la géographie :   - Insee (communes)